# Mikoláš Aleš
Pour les articles homonymes, voir Alès (homonymie).
Mikoláš Aleš, né le 18 novembre 1852 à Mirotice (Empire d'Autriche) et mort le 10 juillet 1913 à Vinohrady (Autriche-Hongrie), est un aquarelliste, un dessinateur et un illustrateur tchèque très populaire en République tchèque.
Ses œuvres sont un témoignage de l’esprit tchèque du XIXe siècle.

## Biographie
Mikoláš Aleš, originaire d’une famille modeste, nait le 18 novembre 1852 à Mirolie, près de Písek, en Bohême-du-Sud.
Dès l’âge de quatre ans, il étonne son entourage par ses dessins dépassant largement les capacités d'un enfant son âge. Ses deux frères aînés également très doués en dessin moururent prématurément : son frère Frantisek meurt en 1865 d’une tuberculose et son second frère Jan se suicide en 1867 en se tirant une balle dans la tête.  

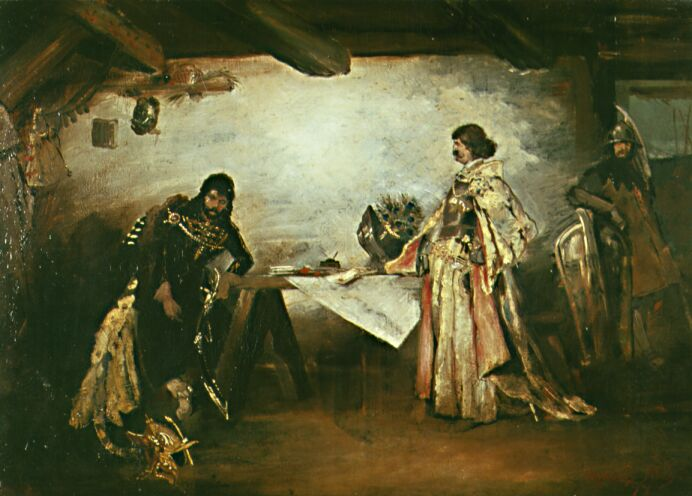
Georges de Poděbrady et Matthias Corvin.

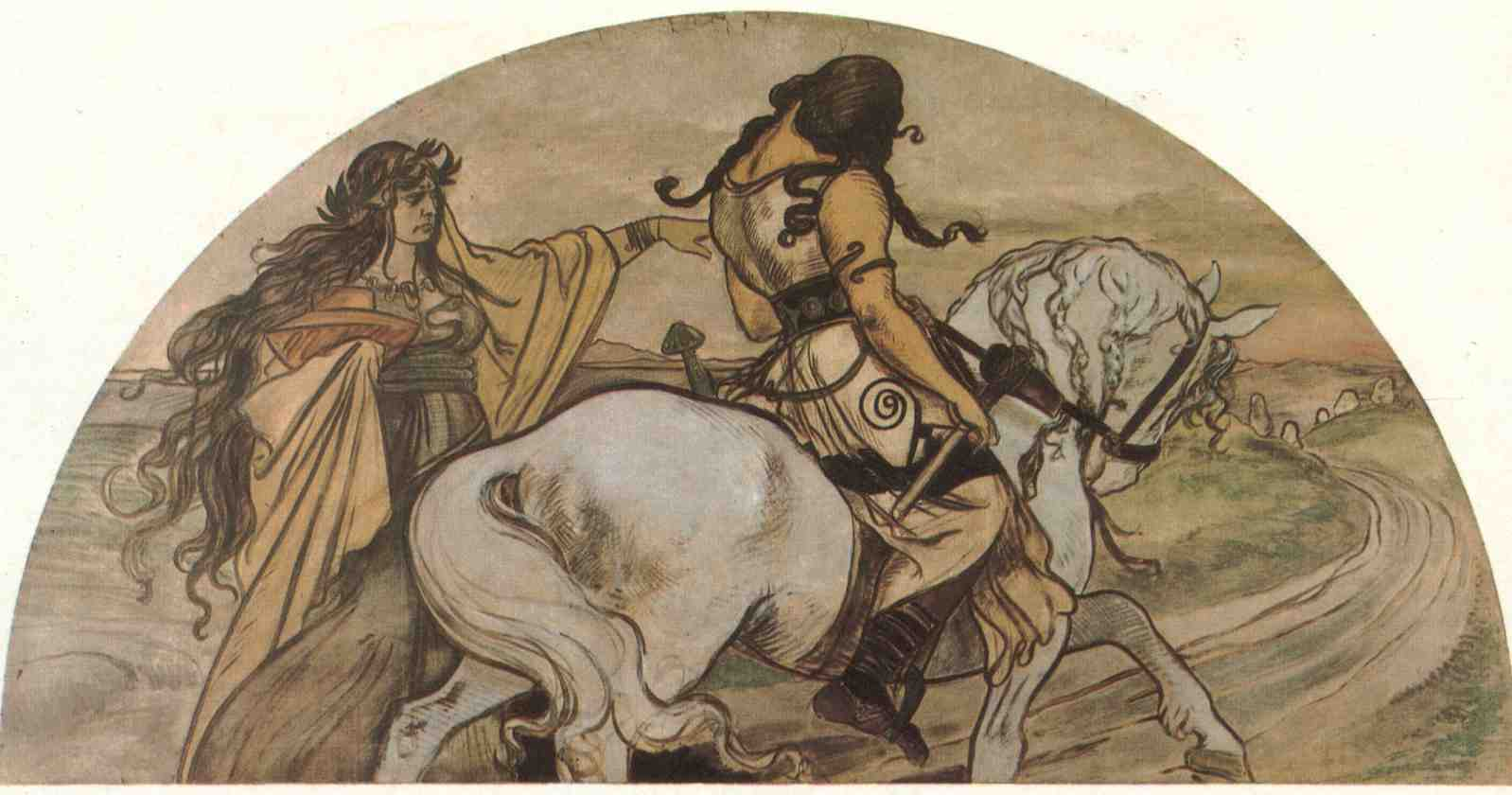
Žalov (1880)
Galerie Artchiv

Après une première éducation artistique au lycée de sa ville jusqu’en 1869, à la mort de sa mère, il part étudier à l'académie de Prague qu'il quittera en 1875. Néanmoins, il apprend plus alors de Josef Mánes que de ses professeurs et il se lie d'amitié avec de futurs grands écrivains et peintres comme Jakub Schikaneder, Felix Jenewein, Max Pirner, Frantisek Zenisek, Antonin Chittussi...
En 1878, il participe à la décoration du Théâtre national de Prague avec une série de fresques sur le thème de la « Patrie ».
En 1879 il épouse Marie, son amour d’enfance, et part avec elle visiter l’Italie. À cette époque, il décore de fresques plusieurs façades de bâtiments tels que l’église de Vodňany ou celle, néo-renaissance, de l’hôtel Rott et celles de l’Hôtel de ville actuel de Prague et d’autres bâtiments à Plzeň ou d’autres villes de Bohême, de Moravie, et de Slovaquie.
Puis suivent dix ans de pauvreté où le talent de l’artiste est mis en cause ; il se consacre alors à des caricatures, des illustrations et des dessins à la plume ; n’ayant pas d’atelier, il travaille dans son appartement à Prague. Il fonde, avec d'autres artistes, le Cercle artistique Mánes en 1887. La reconnaissance reviendra vers 1900 et il sera alors estimé de tous.
Au cours de sa vie, il a réalisé plus de 3 000 dessins divers et variés : illustrations pour des magazines, des livres ou des poèmes, diplômes, invitations, jeux de cartes, faire-part, calendriers muraux, cartes postales, etc.
Il meurt à Vinohrady, un quartier de Prague, le 10 juillet 1913 et est enterré au cimetière de Vyšehrad. Le peuple tchécoslovaque lui a alors rendu un hommage unanime. Le poète Jaroslav Seifert lui a également rendu hommage dans un recueil de poèmes publié en 1949.
Le château de Troja dans la banlieue nord-ouest de Prague conserve plusieurs de ses œuvres.

## Œuvres
- Chien Berger de Bohême (dessin), (?), (?)
- Dialogue (encre de Chine) , (?), (?)
- Figure historique (encre de Chine), (?), (?)
- Fresques, ~1880, église gothique Saint-Venceslas (ancien Hôtel de Ville), Strakonice)
- Fresques, ~1880, Rott Hotel, Prague
- Fugitifs dans un bois (huile sur carton), 1877-78, Galerie nationale à Prague
- Gloire de la Tchéquie (carton), 1875
- Peinture de Saint Venceslas à cheval, façade de la Maison Štorch à Prague, 1897 (?).
- Homme du Chodsko (aquarelle), 1906, (?)
- Jan Žižka, (?), (?)
- Georges de Bohême (Jiří z Poděbrad) et Matthias Ier de Hongrie (Matthias Corvinus), (?), (?)
- Magnat hongrois (encre de Chine), ~1910, (?)
- Montagne à patate (encre de Chine), 1901, (?)
- Mosaïques, 1904 (cartons), Hôtel de ville, Prague
- Noble bohémien ,1910, (?)
- Nous ne mourons pas (encre de Chine), 1903, (?)
- Patrie (fresques), 1879, Théâtre national, Prague
- Rabbi Loew lisant le Talmud, 1897, (?)
- Saint (fusain, carton de vitrail), 1913, (?)
- Squelette au cimetière juif (illustration pour un calendrier), 1913,
- Tête de femme (fusain), (?), (?)
- Tête de mort entourée d'un rosier en fleur (illustration pour un calendrier), 1913